# Nissan MS
Nissan MS platforma, imenovana tudi M&S platforma je avtomobilska platforma za avtomobile s pogonom na prednja kolesa. Po podatkih podjetja Nissan iz leta 2000, imajo vozila, zgrajena na teh platformah, vgrajene enake motorje, menjalnike in komponente šasije. Drugo poimenovanje za to platformo je tudi platforma FF-S.

## Modeli
- Nissan Almera N16[2]
- Nissan Bluebird Sylphy G10[1]
- Nissan Primera P12[5]
- Nissan Sunny/Nissan Sentra B15[1]
- Nissan Almera Tino V10[6]
- Nissan Wingroad/Nissan AD Van Y11[7]
- Nissan X-Trail T30[8]
- Renault Samsung SM3/Nissan Almera Classic[9]
- Nissan Serena (C24)